# Euplexaura recta
Euplexaura recta is een zachte koraalsoort uit de familie Plexauridae. De koraalsoort komt uit het geslacht Euplexaura. Euplexaura recta werd in 1910 voor het eerst wetenschappelijk beschreven door Nutting. 